# Carl Johan Bernadotte
Carl Johan Arthur Bernadotte, Conte de  Wisborg (31 octombrie 1916 - 5 mai 2012), a fost unchiul patern al regelui Carl al XVI-lea Gustaf al Suediei și unchiul matern al reginei Margareta a II-a a Danemarcei. A fost al cincilea copil și al patrulea fiu al regelui Gustaf VI Adolf al Suediei și a Prințesei Margaret de Connaught.

## Biografie
Carl Johan și-a pierdut dreptul la succesiune și a renunțat la toate titlurile în 1946 când s-a căsătorit la New York la 19 februarie cu o femeie care nu îi era egală ca rang, Elin Kerstin Margaretha Wijkmark .
La Copenhaga la 29 septembrie 1988 s-a căsătorit cu Contesa Gunnila Märtha Louise Wachtmeister af Johannishus, fiica Contelui Nils Wachtmeister af Johannishus și a Baronesei Märta de Geer af Leufsta.
Carl Johan a fost numit Conte de Wisborg de Charlotte, Mare Ducesă de Luxembourg, la 2 iulie 1951.
La 29 iunie 2011, el l-a depășit pe fratele său mai mare, Sigvard (1907-2002), ca cel mai longeviv descendent pe linie masculină a reginei Victoria. El a fost ultimul strănepot în viață al reginei Victoria a Regatului Unit, după moartea în 2007 a Prințesei Ecaterina a Greciei și Danemarcei.

## Copii
Carl Johan a adoptat doi copii:
- Monica Kristina Margaretha Bernadotte (n. 5 martie 1948, adoptată în 1951). S-a căsătorit la 16 ianuarie 1976 și a divorțat în 1997 de contele Johan Peder Bonde af Björnö. Au trei copii:
  - Contesa Ebba Kristina Bonde de Björnö (n. 20 octombrie 1980)
  - Contesa Marianne Cecilia Bonde de Björnö (n. 29 septembrie 1982)
  - Contele Carl Johan Peder Bonde de Björnö (n. 14 aprilie 1984)
- Christian Carl Henning Bernadotte (n. 3 decembrie 1949, adoptat în 1950). S-a căsătorit la 13 septembrie 1980 cu Marianne Jenny. Au trei copii:
  - Christina Margaretha Sophie Bernadotte (n. 28 mai 1983)
  - Richard Carl Jakob Bernadotte (n. 8 iunie 1985)
  - Philip Carl William Bernadotte (n. 18 mai 1988)